# Guîtres
Guîtres – miejscowość i gmina we Francji, w regionie Nowa Akwitania, w departamencie Żyronda.
Według danych na rok 1990 gminę zamieszkiwały 1403 osoby, a gęstość zaludnienia wynosiła 279 osób/km² (wśród 2290 gmin Akwitanii Guîtres plasuje się na 303. miejscu pod względem liczby ludności, natomiast pod względem powierzchni na miejscu 1426.).